# Souleymane Keita (peintre)
Pour les articles homonymes, voir Souleymane Keita et Keita.
Souleymane Keita, né le 17 avril 1947 à Gorée et mort le 19 juillet 2014 à Dakar, est un peintre sénégalais contemporain. Il fit partie de la première génération du mouvement de renouveau artistique né au Sénégal à l'aube de l'indépendance et connu sous le nom d'« École de Dakar ». On évoque à son sujet des peintres du champ coloré, tels que Mark Rothko, Barnett Newman ou Ad Reinhardt.

## Biographie
Né le 17 avril 1947 au Sénégal, Souleymane Keïta est un magicien de l’âme. Artiste plasticien contemporain, il est très inspiré par les couleurs ocre de l’île de Gorée (où il a vécu et créé longtemps) et par la savane sénégalaise.
Reconnu comme le doyen et l’un des principaux chefs de file de l’art contemporain au Sénégal, cet artiste émérite est l’auteur de plusieurs expositions internationales.
Ses œuvres ont été achetées par de nombreux musées, collectionneurs, institutions, présidences et ambassades à travers le monde.
Diplômé de l’École nationale des Beaux-arts de Dakar, sous la direction d’Iba N’Diaye, M. Keïta est aussi professeur de céramique et de peinture au Jamaïca Arts center à New-York et au Japon.
Considéré comme le chef de la peinture abstraite au Sénégal, Souleymane Keïta vit par et pour son art, « le magicien de la peinture », comme l’appellent certains, est entre autres membre du Conseil d’administration de Gorée Institut, du Conseil scientifique de la Biennale de Dakar.

## Distinctions
En 2011 il partage avec Cheik Aliou Ndao le Grand Prix des Arts et des Lettres.

## Sélection d'œuvres
- Full Moon, 1986
- Pleine lune à Gorée, 1986
- Le massacre des Tutsis, 1991
- Pastel, 2003